# Jacques Besson
Jacques Besson (Grenoble, ca. 1540 – Orleães, ca. 1573) foi um matemático e engenheiro francês.

## Vida

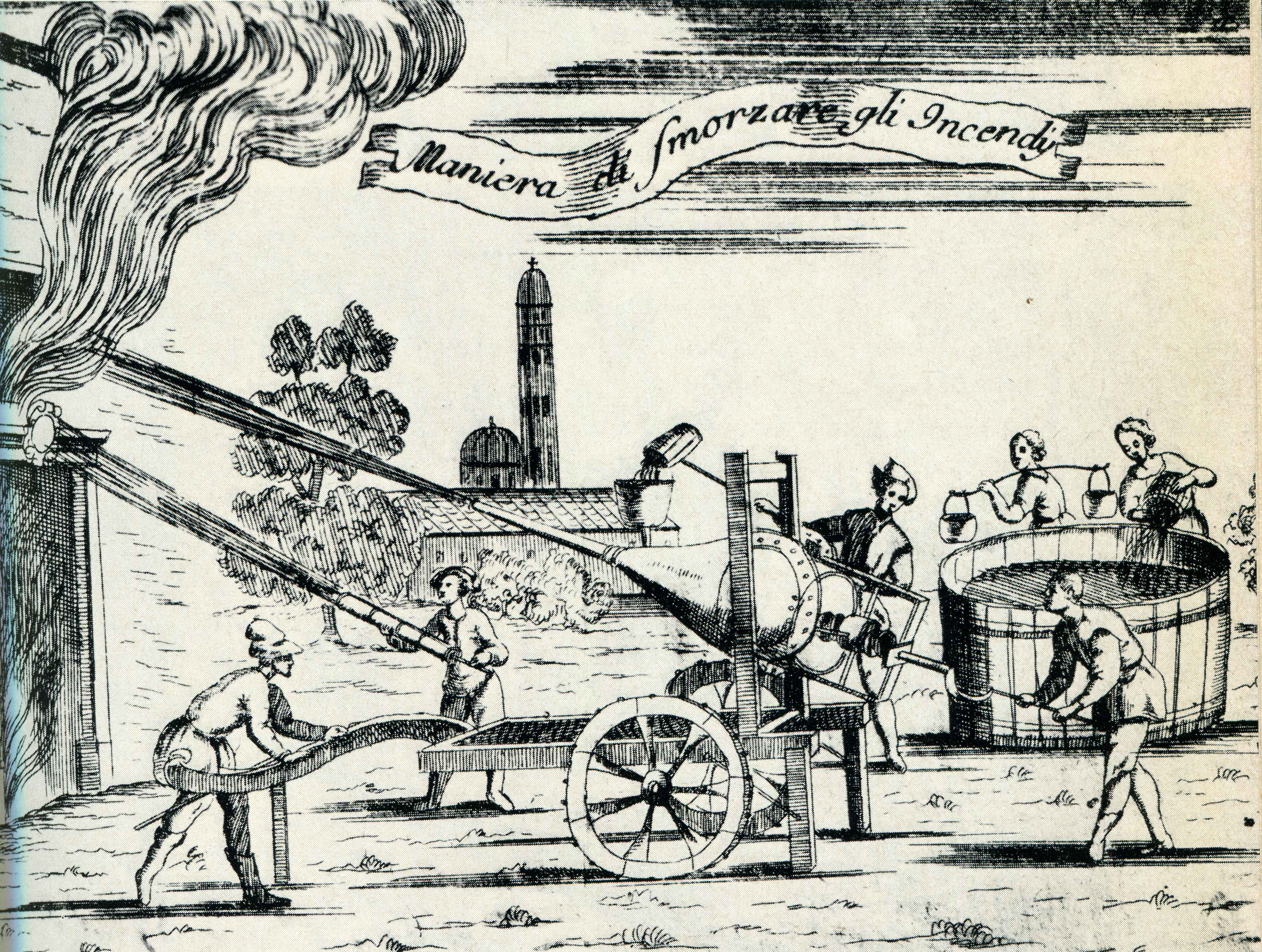
1578: O carro de bombeiros do matemático Besson em ação

Besson ensinou matemática em 1564–1567 em Lyon e Orleães. Nessa época conheceu o rei Francisco II de França e o apresentou a suas invenções. Desde 1569 trabalhou como engenheiro a serviço do rei Francisco II.
Em 1568 inventou a primeira máquina de fabricar parafusos. Mais tarde, inventou e construiu um carro de bombeiros. Escreveu Theatrum instrumentorum et machinarum (1569), o primeiro livro dos tempos modernos sobre tecnologia de máquinas.

## Obras
Theatrum instrumentorum et machinarum Iacobi Bessoni Delphinatis, Mathematici ingeniosissimi. 1578 (http://books.google.com.br/books?id=qkxbAAAAcAAJ&pg=PA1&f=false)